# Carex ochrosaccus
Carex ochrosaccus är en halvgräsart som först beskrevs av Charles Baron Clarke, och fick sitt nu gällande namn av Bruce Gordon Hamlin. Carex ochrosaccus ingår i släktet starrar, och familjen halvgräs. Inga underarter finns listade i Catalogue of Life.